# Louis Pasteur Vallery-Radot

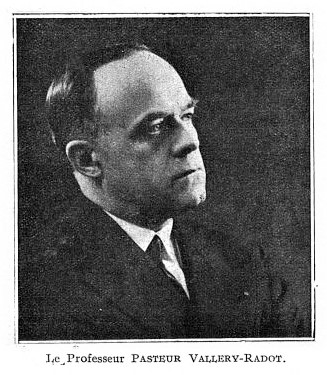
Louis Pasteur Vallery-Radot, 1940

Louis Pasteur Vallery-Radot (* 13. Mai 1886 in Paris; † 9. Oktober 1970 ebenda) war ein französischer Arzt und Politiker und ist der Enkel von Louis Pasteur.
Er ist das Kind von René Vallery-Radot und Marie-Louise Pasteur. Nach seiner Teilnahme am Ersten Weltkrieg studierte er erfolgreich Medizin in Paris und wurde 1939 ordentlicher Professor an der medizinischen Klinik der Universität von Paris. Seine beiden Forschungsschwerpunkte erstreckten sich auf Sonderformen der Allergie (Anaphylaxie) sowie Nierenleiden.
Während des Zweiten Weltkrieges schloss sich Pasteur Vallery-Radot der Résistance an und gründete das medizinische Komitee der Widerstandsbewegung. Das Französische Komitee für die Nationale Befreiung ernannte ihn 1944 zum Generalsekretär für das Gesundheitswesen, welche Aufgabe er im Verlauf des Aufstandes in Paris nach der Invasion übernahm.
Ende der 1940er Jahre arbeitete am Hospital Broussais in Paris.
Pasteur Vallery-Radot trat dem Rassemblement du peuple français bei und wurde Mitglied ihres Exekutivkomitees. Er gewann 1951 einen Sitz für diese Partei in der Nationalversammlung, sein Mandat gab er bereits nach Jahresfrist wieder auf.   
Von 1959 bis 1965 war er  Mitglied des Conseil constitutionnel und nahm als Vertreter des Ordenskapitels der Ehrenlegion an verschiedenen Prozessen gegen Träger dieser Auszeichnung teil, beispielsweise am Prozess gegen Raoul Salan.
Pasteur Vallery-Radot war mit Jacqueline Pasteur Vallery-Radot geborene Gohierre de Longchamp verheiratet und starb am 9. Oktober 1970 im Alter von 84 Jahren in Paris.

## Mitgliedschaften und Ehrungen
- seit 1944 Mitglied der Academie Française und der Medizinischen Akademie
- Präsident des Verwaltungsrates des Pasteur-Instituts
- Großoffizier der französischen Ehrenlegion
- Zahlreiche Universitäten verliehen ihm den Ehrendoktortitel.